# Джарвис, Энн
Э́нн Ма́рия Джа́рвис (англ. Ann Maria Jarvis), урождённая Э́нн Ма́рия Ри́вз (англ. Ann Maria Reeves; 30 сентября 1832, Калпепер, штат Виргиния, США — 9 мая 1905, Филадельфия, штат Пенсильвания, США) — гражданская активистка времён Гражданской войны в США, деятельность которой послужила основанием для появления Дня матери, учреждённого её дочерью Анной Марией Джарвис.

## Биография
Анна Мария Ривз родилась в городке Калпепер, в штате Виргиния 30 сентября 1832 года. Она была дочерью пастора методистской церкви Джозии Вашингтона Ривза и его жены Нэнси Кемпер-Ривз. После перевода отца на место пастора в городок Филиппи в округе Барбур в Западной Виргинии, семья переехала вместе с ним. В 1850 году Анна Мария Ривз вышла замуж за Гренвилла Джарвиса, сына баптистского пастора, который стал преуспевающим предпринимателем в соседнем округе Тейлор. В 1852 году молодые супруги переехали в городок Уэбстер, где Гренвилл Джарвис продолжил развивать свой бизнес.
За семнадцать лет брака у Гренвила и Анны Марии родились тринадцать детей, из которых выжили только четверо. Остальные умерли от распространённых в то время заболеваний. Эти потери вдохновили Анну Марию на борьбу с детскими болезнями в округе и антисанитарными условиями, бывшими главными причинами распространения эпидемий.
В 1858 году, во время своей шестой беременности, Анна Мария организовала проведение Дня матери в основанных ею рабочих клубах в городах Графтон, Прунтитаун, Филиппи, Феттерман и Уэбстер, чтобы улучшить местные санитарные условия. Основанное ею движение стало частью движения за развитие здравоохранения в США. Анна Мария занималась просветительской деятельностью и оказывала помощь с целью снижения детской смертности. В основанных ею клубах собирались средства на покупку лекарств и оплату услуг помощниц в семьях, где матери имели серьёзные проблемы со здоровьем. Она разработала программу по обследованию молока задолго до установления государственного стандарта и соответствующих требований. Члены её клубов обучали молодых матерей вести домашнее хозяйство и следить за здоровьем членов своих семей. Одним из консультантов движения был брат Анны Марии, доктор Джеймс Ривз, известный борец с эпидемиями тифа и лихорадки в северо-западной Виргинии.
Во время Гражданской войны в США (1861—1865) население в Западной Виргинии резко разделилось между сторонниками севера и юга. В 1863 году противостояние привело к тому, что западная часть штата Виргиния вышла из его состава и основала новый штат Западную Виргинию, которая была лояльна к северу. Территория Западной Виргинии стала местом ряда первых сражений гражданской войны. Клубы Дня матери расширили свою деятельность, чтобы удовлетворить меняющиеся требования, вызванные войной. Анна Мария призвала их членов соблюдать нейтралитет и оказывать помощь солдатам обеих армий. Она проявила решимость в соблюдении нейтралитета, когда отказалась поддержать разделение методистской церкви на северную и южную ветви. Кроме того, она стала единственным представителем местной общины, публично выразившей соболезнование и помолившейся за упокой Торнсбери Бейли Брауна, первого солдата армии севера, убитого солдатом армии юга. Под её руководством, клубы кормили и одевали солдат с обеих сторон, которые находились в местах их расположения. Когда брюшной тиф и корь вспыхнули в военных лагерях, Анна Мария вместе с сподвижницами ухаживала за страдающими солдатами с обеих сторон по просьбе их командования.
Усилия Анны Марии по сохранению единства в обществе продолжались и после окончания Гражданской войны. После окончания военных действий, государственные чиновники обратились к ней с просьбой помочь в преодолении существовавшего в обществе раскола. Она и члены её клуба организовали День матери, на который пригласили солдат с обеих сторон вместе с семьями. Мероприятие прошло в здании администрации округа Тейлор в Прунтитауне. Несмотря на угрозы насилия, в 1868 году Анна Мария успешно провела встречу ветеранов с обеих сторон ради единства и примирения. Оркестр играл «Дикси» (неофициальный гимн южных штатов) и «Знамя, усыпанное звёздами» (гимн северных штатов). Мероприятие завершилось совместным пением песни «Доброе старое время», во время которого многие из присутствовавших плакали. Действия Анны Марии привели к тому, что враждебность в обществе значительно снизилась.
В 1864 году семья Джарвисов переехала в Графтон, где муж Анны Марии открыл гостиницу. Она продолжила заниматься общественной деятельностью. На протяжении всей своей жизни, Анна Мария преподавала в воскресной церковно-приходской школе и имела крепкие связи с методистской церковью. В Графтоне она участвовала в строительстве методистской епископальной церкви. В течение двадцати пяти лет руководила начальным отделение местной воскресной школы. Анна Мария была популярным лектором и часто выступала с докладами о религии, здравоохранении, литературе в местных церковных организациях. Она является автором докладов «Литература как источник культуры и этикета», «Великие Матери Библии», «Большое значение гигиены для женщин и детей» и «Важность поднадзорных развлекательных центров для мальчиков и девочек».
После смерти супруга в 1902 году Анна Мария переехала в Филадельфию, в штате Пенсильвания, чтобы жить рядом с детьми. Её дочь, Анна Мария Джарвис, заботились о матери, здоровье которой постоянно ухудшалось из-за проблем с сердцем. Анна Мария Ривз-Джарвис умерла в Филадельфии 9 мая 1905 года, в окружении своих четырёх выживших детей.
В память о её деятельности, в 1914 году, президент Вудро Вильсон подписал постановление конгресса официально объявив второе воскресенье мая национальным Днём матери.